# Championnats du monde de biathlon 1998
Navigation
Osrblie 1997 Kontiolahti et Oslo 1999
Les Championnats du monde de biathlon se sont déroulés au cours des sixième et septième étapes de la Coupe du monde, respectivement à Pokljuka (Slovénie) le 8 mars pour les épreuves de poursuite et à Hochfilzen (Autriche) le 15 mars pour les épreuves par équipes. Toutes les autres épreuves ont été disputées aux Jeux olympiques à Nagano. C'est la dernière fois que les championnats du monde par équipes ont été courus. L'ordre et les écarts au départ des poursuites des championnats du monde de Pokljuka étaient déterminés par le classement des sprints de coupe du monde disputés la veille sur ce même site de Pokljuka.

## Médaillés

### Hommes
| Épreuves          | Or                                                                           | Argent                                                       | Bronze                                                                 |
| ----------------- | ---------------------------------------------------------------------------- | ------------------------------------------------------------ | ---------------------------------------------------------------------- |
| Poursuite 12,5 km | Vladimir Dratchev                                                            | Ole Einar Bjørndalen                                         | Raphaël Poirée                                                         |
| 10 km par équipes | Norvège Egil Gjelland Sylfest Glimsdal Halvard Hanevold Ole Einar Bjørndalen | Allemagne Ricco Groß Carsten Heymann Sven Fischer Frank Luck | Russie Vladimir Drachev Alexei Kobelev Sergei Rozhkov Viktor Maigourov |

### Femmes
| Épreuves           | Or                                                                     | Argent                                                                                    | Bronze                                                                 |
| ------------------ | ---------------------------------------------------------------------- | ----------------------------------------------------------------------------------------- | ---------------------------------------------------------------------- |
| Poursuite 10 km    | Magdalena Forsberg                                                     | Corinne Niogret                                                                           | Martina Zellner                                                        |
| 7,5 km par équipes | Russie Anna Volkova Svetlana Ishmouratova Olga Romasko Albina Akhatova | Norvège Hildegunn Mikkelsplass Ann Elen Skjelbreid Annette Sikveland Liv Grete Skjelbreid | Finlande Katja Holanti Tiina Mikkola Mari Lampinen Sanna-Leena Perunka |

## Tableau des médailles
| Rang | Nation    | Or | Argent | Bronze | Total |
| ---- | --------- | -- | ------ | ------ | ----- |
| 1    | Russie    | 2  | 0      | 1      | 3     |
| 2    | Norvège   | 1  | 2      | 0      | 3     |
| 3    | Suède     | 1  | 0      | 0      | 1     |
| 4    | Allemagne | 0  | 1      | 1      | 2     |
| 4    | France    | 0  | 1      | 1      | 2     |
| 6    | Finlande  | 0  | 0      | 1      | 1     |